# 그리스 바다신
고대 그리스에는 많은 수의 그리스 바다신이 있었다. 철학자 플라톤은 그리스 사람들이 연못 주변의 개구리와 같다고 말했다. 그리스 사람들은 그리스의 본토에서 리비아, 시칠리아, 남부 이탈리아에 이르기까지 지중해 연안에 가까운 많은 도시를 포함하고 있다. 따라서, 그들은 다양한 바다 생물들의 신성함을 숭배했다. 고전 시대의 그리스 바다신들의 범위는 원초적인 힘과 올림픽에서 한편으로 영웅화된 필멸자, 님프, 사기꾼 인물 및 다른 몬스터에 이르기까지 다양하다.

## 세 종류의 바다신들
오케아노스와 테티스는 일리아드의 신들의 아버지이자 어머니이며, 기원전 7세기에는 스파르타의 시인 알크만이 바다 요정 테티스를 마귀와 같은 인물로 만들었다. 아르고나우티카의 제1권에 실린 오르페우스의 노래는 바다에서 태어난 거인 오피온(Ophion)의 아내이자 바다의 요정인 에우리노메(Eurynome)를 찬양하고 있다. 폰투스(Pontus)는 바다의 원시신(神)이다.